# Ден проти
Ден проти (англ. Dan Vs.) — американський мультсеріал створений Деном Менделом та Крісом Пірсоном. Прем'єра відбулася 1 січня 2011 року. Третій сезон стартував 17 листопада 2012 року. Має премію Еммі.

## Сюжет
Головний персонаж мультфільму — хлопець, на ім'я Ден. Він має поведінку соціопата і повністю впевнений, що весь світ його ненавидить. У Дена є друг Кріс, який постійно допомагає йому в скрутному становищі, зазвичай у складанні божевільних планів помсти. У Кріса є дружина Еліс, яку постійно дратує товаришування Кріса з Деном, але іноді вона допомагає їм, якщо вважатиме, що нова помста правильна чи вигідна для неї.

## Персонажі

### Головні персонажі
- Ден  — агресивний, вважає необхідним мститися тому, хто, як він сам вважає, образив його. Має загострене почуття справедливості щодо самого себе і розв'язує проблеми, з якими стикається, дуже незвичними й безглуздими способами. Його найкращий друг Кріс завжди допомагає йому в реалізації планів помсти — найчастіше з міркувань дружби. За його словами має імунітет до сльозогінного газу. Одягнутий в чорну футболку з білим написом «JERK» (англ. «придурок»), сині джинси та чорне взуття. Має чорне волосся, зелені очі та гострі зуби. У порівнянні з Крісом має слабку фізичну форму: ненавидить зарядку, швидко втомлюється і не вміє плавати. Ден — безробітний та живе у Голлівуді в старій квартирці, де майже весь час панує безлад. Має непереносність лактози. Дуже сильно любить свій автомобіль та свою кішку, на яку, як він каже, не може довго сердитися.

- Кріс  —  найкращий і єдиний друг Дена і чоловік Еліс. Попри велику кількість проблем, які він придбав, допомагаючи Дену, він майже завжди готовий допомогти йому з новою місією помсти. Дуже довірливий і терплячий. Має неконтрольований апетит і постійно хоче їсти. Вдягнутий у блакитну футболку одягнену під помаранчеву сорочку, сірі штани з кишенями й білі шкарпетки з ляпанцями. Кріс високого зросту, має світло-каштанове волосся і блакитні очі. Боязкуватий, але іноді показує велику фізичну силу. Страждає агорафобією. Також має особливість постійно засипати, навіть за кермом свого автомобіля, і Ден іноді нагадує йому про кількість збитих їм (Крісом) велосипедистів. Кріс працює в центрі однієї з компаній Лос-Анджелесу і живе зі своєю дружиною Еліс в приватному будинку в Ван Найсе (Каліфорнія).

- Еліс — дружина Кріса. Вона, як правило, спокійна і життєрадісна. Її постійно дратують витівки Дена, хоча вона рідко намагається зупинити свого чоловіка, коли він іде, щоб допомогти Дену. На відмінну від Кріса, вона віддає перевагу здоровій їжі та намагається привчити свого чоловіка та Дена до здорового способу життя. Зазвичай носить білу футболку з червоною обробкою, сині штани й червоні кросівки. У неї червоно-коричневе волосся і фіолетові очі. Еліс чудово володіє бойовими мистецтвами (особливо ніндзюцу), володіє великою фізичною силою і спритністю, при цьому боїться магів через дитячу психологічну травму. Еліс жила в Японії й в 14 років рятувалася від клану ніндзя. У неї є брат, на ім'я Бен. Її мати також звуть Еліс, тому до неї звертаються «Еліс старша», а до дочки «Еліс молодша» або просто «Джуніор», що дуже не подобається дівчині. Еліс є таємним агентом неназваної урядової секретної організації, швидше за все американської й має кодове ім'я "Танцююча тінь".